# 홈보이 쇼
홈보이 쇼(Homeboy Show)는 2004년 결성된 대한민국의 힙합 팀이다. 현재 멤버는 진취와 Castro이며, 결성 당시에는 Sweety J라는 세 번째 멤버까지 하여 MC 3명으로 구성된 3인조 팀이었다.
진취를 리더로 하여 오래된 친구들끼리 활동을 시작한 이들은, 진취의 프로듀싱 하에 곡을 작업하여 밀림 등의 사이트에서 활동하였으며, 인터넷 스트리밍 사이트 멜론에서는 2005년 9월과 11월 두 번 추천 인디 싱글에 선정되기도 하였다. 이들이 처음 이름을 더욱 알리게 된 계기는 2006년 4월 신의의지 공연 The Show 출연진을 뽑는 오디션에 합격하여 무대에 오르면서부터였다. 이후 엘큐와 대팔의 힙합플레이야 인터넷 라디오 Funky D-El에 진취가 고정 출연을 하면서 점점 더 인지도를 늘려갔다.
2007년에는 내부 사정으로 인해 Sweety J가 탈퇴하고 2인조로 재정비가 되었으며, 남은 둘은 6월에 싱글 하나를 발표하였다. 이 곡은 그다지 큰 반응을 얻지는 못하였으나, 이후 진취가 비트메이커로써 활발한 활동을 시작할 수 있는 발판이 되었다. 이 싱글 이후로는 Homeboy Show의 활동은 거의 없는 상태이며 진취만이 활동을 이어가고 있다. 2008년 5월 Project Z의 멤버로써 힙합플레이야와 인터뷰를 한 진취는 Homeboy Show의 활동에 대해, "지금 현재 팀의 상황이 우리가 보여주고 싶은 것들을 다 보여주기에는 힘든 여건이라고 생각"한다며, 데모 작업은 꾸준히 하고 있고, 다만 비쥬얼적인 것과 음악적인 것, 그 밖에 여러 것들이 조화가 이루어졌을 때를 기다리고 있다고 말하였다. 아쉽게도 이후로도 그들의 활동은 전무하였으며, 현재는 해체한 것으로 보인다.
팀의 이름은 흑인들이 쓰는 은어인 "homeboy(즉, 친한 친구들)"가 만들어가는 쇼라는 의미다.
대표곡: Believe What You Feel, 다르게 보기, Beautiful Lady

## 디스코그래피
- 2006년 4월 20일 Freeway Entrance EP
- 2007년 6월 25일 Beautiful Lady 싱글